# 6293 Oberpfalz
6293 Oberpfalz è un asteroide della fascia principale. Scoperto nel 1987, presenta un'orbita caratterizzata da un semiasse maggiore pari a 2,2549924 UA e da un'eccentricità di 0,1591591, inclinata di 0,93715° rispetto all'eclittica.